# Fonem
În fonologie, fonemul este cel mai mic segment sonor care distinge sensuri lexicale sau gramaticale în fluxul vorbirii, adică are funcție lingvistică. Natura fonemului este determinată de un ansamblu de trăsături distinctive care îl deosebesc de toate celelalte foneme dintr-o anumită limbă.
Un fonem dintr-o limbă poate avea aceleași trăsături dinstinctive ca un fonem din altă limbă, dar definițiile lor nu sunt identice, pentru că în fiecare limbă fonemul intră în relații specifice cu celelalte foneme din acea limbă, iar sistemele fonemice sunt diferite de la o limbă la alta.
Numărul de foneme ale unei limbi este limitat, dar poate fi foarte diferit în diverse limbi. După Dubois 2002, acesta ar fi, în funcție de limbă, de la 20 la 50, după Crystal 2008 – de la 15 la 80.

## Fonem și alofon
Sunetele vorbirii se caracterizează printr-o mare diversitate a realizării lor, ceea ce face să fie mult mai numeroase decât fonemele. Trăsăturile sunetelor depind de contextul fonetic, de condițiile generale de emitere și de vorbitor; chiar și același le pronunță diferit de la o dată la alta. Cu toate acestea, vorbitorii unei limbi date fac abstracție de trăsăturile fonice care nu au importanță în acea limbă. Aceste diferențe sunt obiective, măsurabile fizic, ceea ce este o chestiune de fonetică.
Vorbitorii percep ca diferite numai sunetele ce diferențiază sensuri lexicale și gramaticale. Un asemenea sunet este numit fonem, fiind studiat nu de fonetică, ci de fonologie. El constituie o unitate lingvistică abstractă ce reprezintă toate realizările sale concrete, variantele sale fonice care nu disting sensuri. În fonologie, sunetele care sunt variante ale unui fonem se numesc „alofone”. Există un raport între numărul de foneme și numărul de alofone dintr-o limbă dată. Cu cât sunt mai puține foneme, cu atât sunt mai multe alofone.
În lucrările de lingvistică, fonemele sunt distinse de alofone prin punerea semnelor celor dintâi între bare oblice, semnele celor din urmă fiind puse în paranteză dreaptă.
Noțiunea de fonem în sensul folosit în lingvistica actuală a fost încetățenit de Școala lingvistică de la Praga împreună cu o metodă de a stabili caracterul de fonem al unui sunet. Aceasta constă în a căuta cuvinte al căror sens este diferențiat de un singur sunet. În aceste cuvinte, sunetele alcătuiesc o paradigmă, adică sunt comutabile în același context fonetic, prin urmare sunt în opoziție fonologică, și de aceea trebuie considerate foneme. Dacă se pot comuta în aceeași poziție două sunete, este vorba de o așa-numită pereche minimală.
Unele foneme se opun cu toate trăsăturile lor articulatorii, de exemplu vocalele /a/ și /u/, într-o pereche minimală ca cnr  sav „tot” ↔ suv „uscat”. În cazul altora, opoziția constă numai într-o singură trăsătură, de pildă caracterul de consoană sonoră vs. consoană surdă, ex. /d/ și /t/ în sad „acum” ↔ sat „ceas”.
Totuși, entități despre care se știe că sunt foneme, nu se opun în toate contextele fonetice. De exemplu, în limba maghiară, fonemele /k/ și /ɡ/ se opun în general ca surdă și sonoră (fok „grad” ↔ fog „dinte, măsea”) dar nu și urmate de /h/, /ɡ/ devenind surdă în acest caz, ex. fokhoz „la grad” – foghoz [fokhoz] „la dinte”. Se spune că în acest context, opoziția se neutralizează.

### Foneme și alofone în câteva limbi
În limba română, consoana redată în scris cu litera p, de exemplu, se realizează cu o ușoară aspirație la sfârșit de cuvânt (ex. cap [kapʰ]), ușor palatalizată înaintea lui [e] și [i] (ex. piept [pʲept]) și ușor labializată înainte de [o] și [u] (ex. porc [pʷork]). Comutarea sunetelor [pʰ], [pʲ] și [pʷ] în același context fonetic nu produce schimbări de sens, dar înlocuirea lui [p] de pildă cu [b] produce astfel de schimbări, ex. pat ↔ bat. Prin urmare /p/ este un fonem, dat fiind că se găsește în perechi minimale ca aceasta, iar [pʰ], [pʲ] și [pʷ] sunt sunete, alofone ale lui /p/. Fonemele /p/ și /b/ diferențiază sensuri lexicale.
Se întâmplă ca într-o anumită succesiune de sunete care formează un cuvânt, să se poată comuta în aceeași poziție mai mult de două sunete, iar acea succesiune să rămână totuși un cuvânt. În acest caz este vorba de o serie minimală, ex. trece ↔ treci ↔ trecu. Fonemele /e/, /j/ și /u/ diferențiază aici sensuri gramaticale.
În limba franceză, r din cuvântul rare „rar(ă)”, bunăoară, este pronunțat, printre altele, [r] numit „burgund”, [ʀ] numit „graseiat”, [ʁ] numit „parizian”, alofone regionale și/sau sociolingvistice ale fonemului /r/.
În limba engleză, consoanele scrise cu literele p, t și k sunt aspirate într-un context fonetic precum inițiala de cuvânt, realizându-se astfel în cuvinte precum pin [pʰɪn] „ac cu gămălie”, tin [tʰɪn] „staniu” sau kin [kʰɪn] „rubedenie”, dar după /s/ nu sunt aspirate, ex. spin [spɪn] „a învârti”, sting [stɪŋ] „a înțepa”, skin [skɪn] „piele”. Prin urmare, [pʰ], [p], [tʰ], [t], [kʰ] și [k] sunt alofone ale fonemelor /p/, /t/, respectiv /k/.
În limbile din diasistemul slav de centru-sud (bosniacă, croată, muntenegreană, sârbă, prescurtat BCMS), n se pronunță [n] într-un cuvânt ca sr  Ana, și [ŋ] într-unul ca Anka. Este vorba de alofonele fonemului /n/.
În limba maghiară, j este sonoră ([ʝ]) în cuvântul dobj „aruncă” (la imperativ) și surdă ([ç]) în lépj „pășește” (la imperativ). Acestea sunt alofonele fonemului /j/. Statutul lui n este același ca în BCMS. Se pronunță ro[n]da „urât” și so[ŋ]ka „șuncă”, dar nu în perechi minimale.
De la o limbă la alta, același sunet poate fi fonem în una și numai alofon în alta. De pildă, în engleză, /ŋ/ este fonem, spre deosebire BCMS sau maghiară, ca dovadă o pereche minimală ca sin [sɪn] „păcat” ↔ sing [sɪŋ] „a cânta”.
De asemenea, în limba hindi, /pʰ/ și /kʰ/ sunt foneme, spre deosebire de engleză. Ca dovadă, există perechile minimale pāl /paːl/ „a se îngriji de” ↔ phāl /pʰaːl/ „muchie de cuțit” și kān /kaːn/ „ureche” ↔ khān /kʰaːn/ „mină”.

## Sistem fonemic și ortografie
Ortografiile diverselor limbi pot diferi foarte mult între ele în privința redării aspectului vorbit al limbii. În funcție de diverși factori lingvistici și extralingvistici, ortografiile limbilor care folosesc alfabete se bazează pe diferite principii ce pot fi contradictorii, și dintre care predomină unul sau unele, în funcție de limbă. Unul din aceste principii este cel fonologic, conform căruia un fonem este redat totdeauna de aceeași literă sau același grup de litere. În unele limbi predomină acest principiu, deși nu în aceeași măsură în toate acestea, fiind vorba în cazul lor de ortografie fonemică. Ortografii în care predomină în modul cel mai pregnant sunt cele ale limbilor turcă, finlandeză, BCMS. În acestea din urmă, în scrierea cu alfabetul chirilic, folosit alături de cel latin în sârbă și în muntenegreană, fiecărei litere îi corespunde un același fonem. În scrierea cu alfabetul latin sunt și grupuri de două litere care corespund și ele câte unui fonem. Sunt rare cazurile când o literă nu se pronunță sau când se pronunță altfel decât de regulă. Inclusiv asimilările consoanelor la contactul dintre morfeme sunt în general redate în scris, în dauna principiului morfologic. Și în română sau în maghiară, principiul fonologic este predominant, dar în mai mică măsură decât în limbile amintite mai înainte.